# Мальтийский сокол (роман)
«Мальти́йский со́кол» (англ. The Maltese Falcon) — один из наиболее популярных детективных романов американского писателя Дэшилла Хэммета, относящийся к литературному жанру нуар; первая книга о частном детективе Сэме Спейде. Впервые публикуется в журнале «Чёрная маска», в виде отдельных частей с сентября 1929 года по январь 1930 года. Входит в «100 лучших детективных романов всех времён». «Это то, что я и многие другие читатели считают величайшим американским детективом всех времен», — замечала о нем литкритик Морин Корриган.

## Сюжет
В детективное агентство Сэма Спейда обращается женщина с просьбой помочь вернуть сестру, которая сбежала с любовником Флойдом Терзби в Сан-Франциско. Женщина, представившись как мисс Уондерли, сообщает, что недавно приехала в Сан-Франциско и сегодня вечером ей предстоит встреча с Терзби и сестрой. Компаньон Спейда Майлз Арчер выражает готовность сопровождать мисс Уондерли, на случай непредвиденных ситуаций.
Этим же вечером приходит весть, что Арчер убит, а потом находят убитым и Терзби. Полиция подозревает Спейда.
Вскоре оказывается, что настоящее имя мисс Уондерли — Бриджит О’Шонесси и она выдумала историю о сестре. Мисс Бриджит по-прежнему просит защиты у Спейда, хотя и отказывается объяснить, что именно случилось.
К Спейду является человек, представившись как Джоэл Кэйро. Кэйро пытается вернуть пропавшую у него вещь, но убедившись, что у Спейда ничего нет, Кэйро предлагает детективу отыскать этот ценный предмет за пять тысяч долларов.
Спейд устраивает мисс Бриджит и Кэйро нечто вроде очной ставки, и девушка соглашается вернуть за определённую сумму интересующую Кэйро статуэтку с изображением сокола. Являются полицейские и забирают Кэйро «для выяснения обстоятельств», а девушка рассказывает, что статуэтка добыта в Константинополе у русского генерала Кемидова. Подозревая, что Кэйро вряд ли заплатит за эту работу, она и Терзби спешно покинули Константинополь. Однако она не доверяла и Терзби, считая, что он, скорее всего, попробует её надуть. Между Бриджит и Спейдом возникает нечто большее, нежели деловое сотрудничество. Они оказываются в постели. Но поутру, пока Бриджит ещё спит, Спейд посещает её квартиру и проводит там обыск, но сокола не находит.
Спейд замечает, что за ним следит некий молодой человек. Его зовут Уилмер, и он — правая рука человека по имени Каспар Гутман, который также жаждет контактов со Спейдом. Именно Гутман сообщает Спейду, что представляет собой статуэтка, вокруг которой кипят страсти. В своё время она была изготовлена рыцарями ордена госпитальеров в подарок императору Карлу V, передавшему им остров Мальта. Но галера, на которой среди прочих ценных грузов находилась статуэтка, не попала в порт назначения. Корабль захватили алжирские пираты, и затем золотой сокол начинает странствовать по белу свету, переходя из рук в руки. Кто-то из владельцев из предосторожности покрывает сокола чёрной краской. Гутман выходит на след сокола, когда тот попадает к греку-предпринимателю. До заветной цели, казалось бы, рукой подать, но грек погибает при загадочных обстоятельствах, а статуэтка исчезает из его дома. Потратив на поиски семнадцать долгих лет, Гутман наконец находит сокола в Константинополе, но его теперешний владелец, отставной русский генерал, не желает расставаться с безделушкой, истинной ценности которой он, судя по всему, не представляет. Тогда приходится пойти на кражу, тем не менее в руки Гутмана сокол не попадает. Гутман не сомневается, что лишь мисс О’Шонесси знает местонахождение сокола, а поскольку следы её затерялись в Сан-Франциско, он предлагает Спейду немалые деньги за помощь в поиске сокола. Но заманчивое предложение оборачивается блефом: в виски Спейду подмешан наркотик, он оказывается на несколько часов без сознания и, очнувшись, понимает, что его просто вывели из игры, чтобы успеть без помех отыскать Бриджит.
Бриджит куда-то исчезает, и Спейду приходится как следует потрудиться, прежде чем он понимает, что она, скорее всего, отправилась встречать пароход «Палома», прибывший из Гонконга. Когда на борту «Паломы» вспыхивает пожар, Спейд понимает, что это лишь первое звено в цепочке новых драматических событий. Между тем в полиции Спейду сообщают, что Арчера застрелили из оружия Терзби, у которого и до этого были неприятности с американскими правоохранительными органами. Насчёт того, кто убил Терзби, ясности по-прежнему нет и подозрения со Спейда пока не сняты.
Спейду удаётся установить, что Бриджит О’Шонесси увиделась с Джакоби, капитаном «Паломы», но затем к ним присоединился Гутман с компанией. Пока Спейд и его секретарша размышляют о том, что могло приключиться с Бриджит, на пороге конторы появляется высокий худой человек со свёртком в руках. Не сумев ничего объяснить, он падает замертво — смерть наступила в результате множественных пулевых ранений. В свёртке тот самый мальтийский сокол, из-за которого и случился весь переполох..
Звонит телефон. Бриджит О’Шонесси находится в отеле «Александрия» и просит приехать — ей якобы угрожает страшная опасность. Сдав сокола в камеру хранения, Спейд отправляется вызволять девушку, но тревога оказывается ложной. Спейд возвращается к себе домой, где его уже поджидают Гутман, Кэйро, Уилмер и Бриджит.
Начинается торговля. Спейд готов взять в обмен на птицу десять тысяч долларов, но требует, чтобы Уилмера сдали полиции как убийцу Терзби и Джакоби. После долгих переговоров Гутман соглашается. Вскоре секретарша Спейда привозит свёрток с соколом. Со слезами умиления на глазах Гутман разворачивает бумагу, начинает соскабливать ножом чёрную краску, но, ко всеобщему потрясению, под черным защитным слоем не золото, а свинец. Драгоценность оказывается фальшивкой. Гутман, впрочем, недолго предаётся унынию. Он выражает готовность продолжить поиски до победного конца. Спейд возвращает большую часть из полученной им суммы, Гутман, Кэйро и Уилмер удаляются, но после их ухода Спейд связывается с полицией и сдаёт всю троицу. Однако полицейские застают в живых лишь Кэйро и Уилмера — мальчишка не простил своему боссу измены и расстрелял в него всю обойму из пистолета.
Теперь Спейд заставляет Бриджит О’Шонесси рассказать, как все было на самом деле. Майлза Арчера застрелила Бриджит О’Шонесси, а не Флойд Терзби. Причём сделано это было по холодному расчёту. Опасаясь своего сообщника, она решила вывести его из игры любым способом. Убив Арчера из его оружия и зная про то, какие непростые отношения у Терзби с американской полицией, она тем самым почти стопроцентно выводила его из погони за соколом, который они добыли совместными усилиями в Константинополе, а потом были вынуждены спешно уходить от Гутмана и компании. Тогда-то она и придумала отправить статуэтку окольным путём через Гонконг на «Паломе». Но слишком быстрое появление в Сан-Франциско Гутмана снова заставило её обратиться в детективное агентство Сэма Спейда.
Полиция в финале забирает под стражу роковую Бриджит.

## Награды и премии
- 100 лучших романов XX века на английском языке по версии издательства Modern Library[2]

## Экранизации
Роман был трижды экранизирован в США. Наиболее известная экранизация 1941 года c Хамфри Богартом в главной роли. Также в фильме играют Мэри Астор и Сидни Гринстрит.